# Región de Sofía
Sofia es una región en el norte de Madagascar. Se llama así por el río Sofia que discurre por ella.
La capital es: Antsohihy con un área: 50 800 km².

## Distritos
- Distrito de Mandritsara
- Distrito de Befandriana-Nord
- Distrito de Bealanana
- Distrito de Antsohihy
- Distrito de Analalava
- Distrito de Port-Bergé
- Distrito de Mampikony

## Parques nacionales y Reservas de Vida Silvestre
- Reserva Marotandrano
- Reserva Bora
- Reserva Tampoketsa Analamaitso